# Synanceia

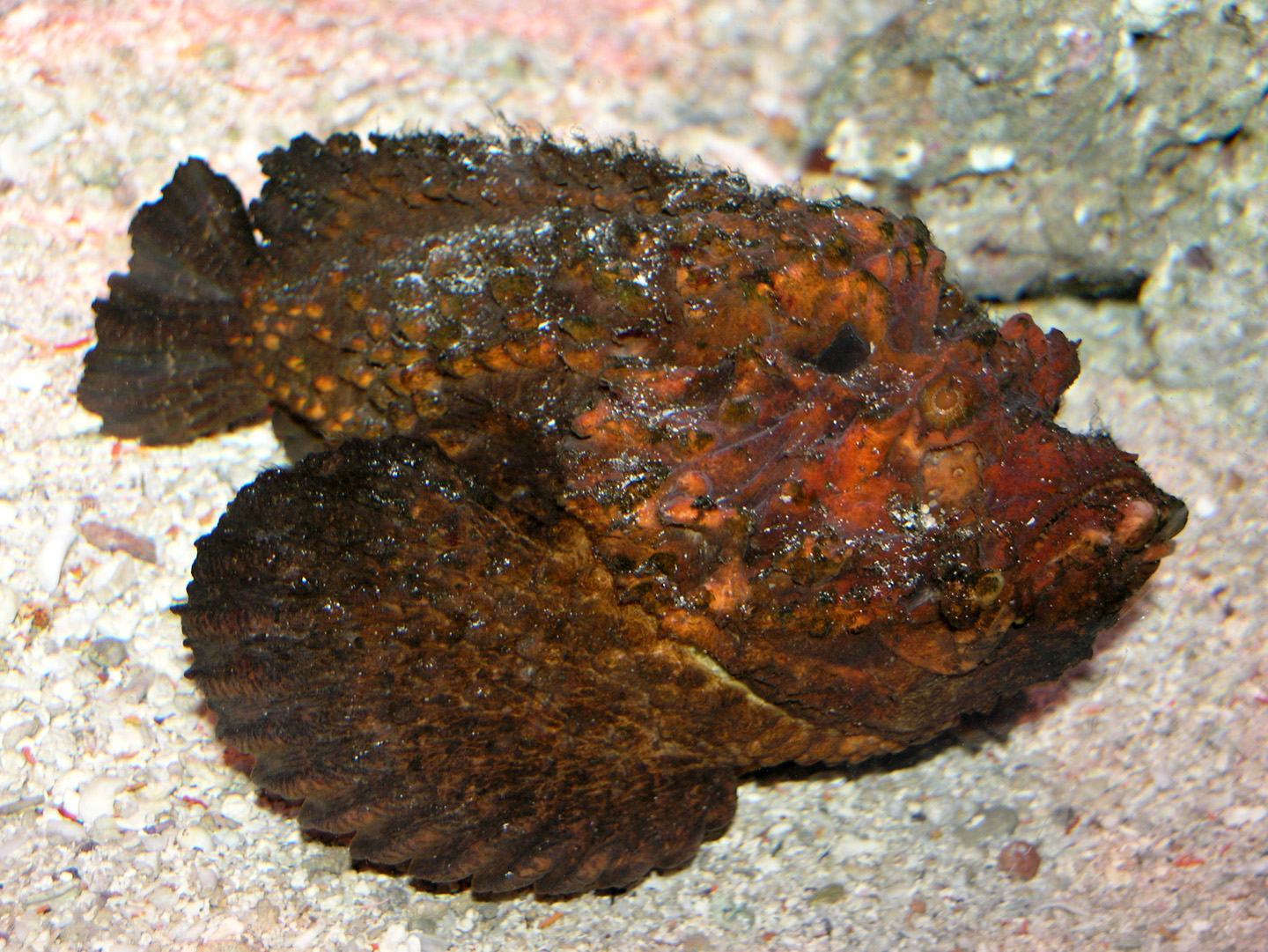
S. verrucosa

Los peces piedra (Synanceia) es el género de la familia de peces tropicales Synanceiidae que poseen un veneno neurotóxico.
El Synanceia verrucosa es utilizado en la elaboración de sushi [cita requerida].

## Especies
Se conocen cinco especies válidas en este género:
- Synanceia alula Eschmeyer & Rama-Rao, 1973
- Synanceia horrida  	(Linnaeus, 1766)
- Synanceia nana  	Eschmeyer & Rama-Rao, 1973
- Synanceia platyrhyncha Bleeker, 1874
- Synanceia verrucosa Bloch y Schneider, 1801